# De jonge tekenaar
De jonge tekenaar is een schilderij van de Nederlandse kunstschilder Woutherus Mol, geschilderd rond 1822, olieverf op doek, 52,3 x 42,6 centimeter groot. Het toont het typisch romantische thema van de geïsoleerde, eenzame kunstenaar in zijn werkruimte. Het werk bevindt zich sinds 1846 in de collectie van het Teylers Museum te Haarlem.

## Afbeelding
In De jonge tekenaar toont Mol de werkkamer van een kunstenaar aan het begin van de negentiende eeuw. Een jongeman zit bij een open raam en werkt vol aandacht aan een tekening. Diverse objecten in de ruimte getuigen van zijn kunstenaarschap. Tegen de roodbeklede kruk staat een portfolio met tekeningen. Links op de tafel liggen enkele rollen papier, daar mogelijk na binnenkomst in de kamer samen met de omgekeerde hoed neergelegd. Tegen de muur op het bureau staat een schetsboek. Daarboven hangt een Rembrandtesk portret, denkbaar een kopie van eigen hand. Op de toen al ouderwetse oud-Hollandse kast staan - hoog verheven - diverse oud-Griekse beeldhouwwerken, zoals die tekenstudenten doorgaans ten voorbeeld dienden. Ze zijn exemplarisch voor het klassieke ideaal dat Mol mee moet hebben gekregen uit zijn Parijse leertijd bij Jacques-Louis David. Door klassieke elementen te combineren met de natuurschildering in het open venster en het bosje bloemen op de vensterbank, geeft Mol er echter een nieuwe betekenis aan: het kunstwerk moet worden beschouwd als een afspiegeling van de natuur, zelfs in de beslotenheid van een werkkamer. De spiegel aan de muur linksachter en het vogeltje in de kooi kunnen wat dat betreft als symbolisch worden gezien.

## Romantisch thema
De jonge tekenaar is sterk atmosferisch, gecomponeerd met veel coloristisch gevoel, en straalt serene rust en intimiteit uit. Het getjilp van het vogeltje lijkt bijna hoorbaar, de frisheid van de buitenlucht bijna voelbaar. Geschoold in de neoclassicistische stijl van Jacques-Louis David en uitgewerkt in fijne penseelstreken, heeft het werk echter ook onmiskenbare realistische trekken. Het thema van de werkruimte van de schilder is daarentegen weer kenmerkend voor de romantiek. De kamer weerspiegelt de gemoedstoestand van de kunstenaar en bevestigt het doorgaans gecreëerde beeld van het nog niet herkende, hongerige, sociaal geïsoleerde genie. Het verbeeldt de stille binnenwereld van de kunstenaar, welke zich bij Mol overigens tragisch zou ontwikkelen. Hij schilderde De jonge tekenaar op het hoogtepunt van zijn roem. Het werk werd geprezen tijdens de Tentoonstelling van Levende Meesters in 1822. Enkele jaren later kreeg hij ernstige psychische problemen. Hij werd wegens "krankzinnigheid" opgenomen in gesticht Het Buitenhuis en uiteindelijk overgebracht naar het Rooms-Katholieke Wees- en armenhuis in Haarlem. Na 1826 zou hij niet meer schilderen. Het feit dat het Teylers Museum het hier besproken werk in 1846 voor een aanzienlijk bedrag op de markt verwierf, twintig jaar later maar nog tijdens zijn leven, getuigt er echter van dat de waardering voor zijn werk ook toen al blijvend was en niet onder zijn dramatische persoonlijke omstandigheden had geleden.